# Calle de los Zuloaga
La calle de los Zuloaga es una vía pública de la ciudad española de Segovia.

## Descripción
La vía se conoció como «travesía 2.ª de San Agustín» primero y como «calle de Cervantes» después, pero, con motivo de la celebración del tercer centenario de la publicación de El ingenioso hidalgo don Quijote de la Mancha, este título pasó a la que hasta entonces había sido «calle Real del Carmen». Con el nombre actual, honra a los pintores Daniel (1852-1921) e Ignacio Zuloaga (1870-1945), que trabajaron en la ciudad. Discurre desde la calle de San Agustín hasta la plaza de Colmenares. Aparece descrita en Las calles de Segovia (1918) de Mariano Sáez y Romero con las siguientes palabras:

Zuloaga.—Tiene su entrada en la calle de San Agustín y su salida a la plazuela de Colmenares. Antes se denominaba Travesía 2.ª de San Agustín y anteriormente de Cervantes. Hoy rinde homenaje a inspirados artistas. Daniel Zuloaga vino a trabajar a Segovia como director artístico de la fábrica de loza hace ya cerca de treinta años, y después instaló él sólo unos preciosos hornos y taller de cerámica y modelado en la iglesia de San Juan y allí ha trabajado haciendo primores en azulejos, platos de reflejos metálicos, cacharros, vasijas, obras escultóricas y decorativas de toda clase, que le han acreditado de ilustre ceramista y le han proporcionado lauros y dinero. También pinta brillantemente. De familia de aristas, ha enseñado a sus hijos los primores de su arte y le secundan notablemente en su delicada industria. Nació en Madrid en 10 de abril de 1852. Ignacio Zuloaga, sobrino de Daniel, pintor de reputación mundial, nació en Eibar en 1875. Creador de una escuela de alto impresionismo, es uno de los artistas que acaso podrá ser discutido, pero ante cuyas maravillosas obras hay que rendirse y en Segovia y al lado de su tío ha pintado muchos de sus mejores cuadros y ha pasado en Segovia temporadas trabajando las últimas veces en un apartado de la iglesia de San Juan. La calle es una cuesta con pocas casas y que tiene a su final una fuente abrevadero.
(Sáez y Romero, 1918, p. 195)